# 亚历山大·绥拉菲莫维奇

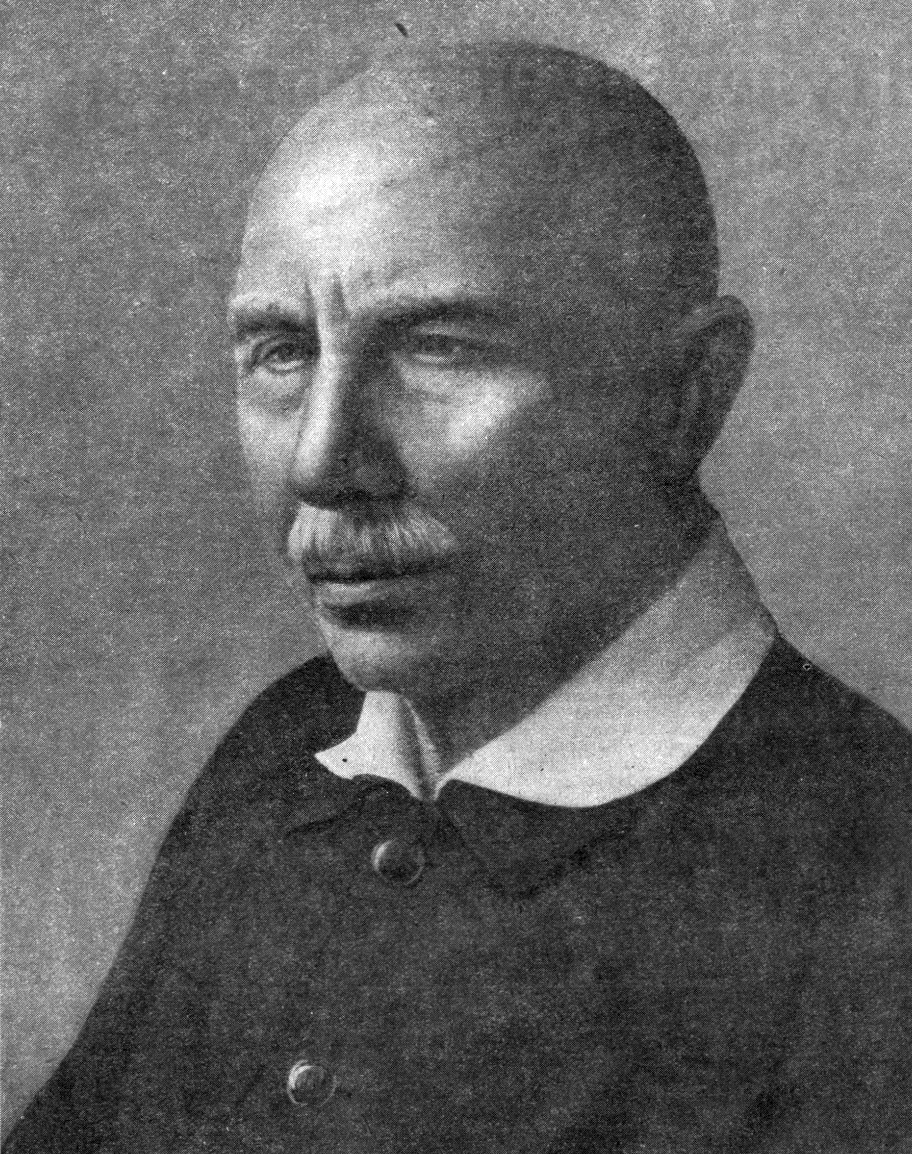
亚历山大·绥拉菲莫维奇

亚历山大·绥拉菲莫维奇·波波夫（俄语：Алекса́ндр Серафи́мович Попо́в；1863年1月7日（19日）—1949年1月19日），俄罗斯、苏联作家，莫斯科文学社团星期三成员。
他原姓波波夫。生于顿河地区的哥萨克军官家庭。1883—1887年在彼得堡大学数理系学习，结识列宁的哥哥亚历山大·乌里扬诺夫。1887年乌里扬诺夫谋刺沙皇时他起草宣言书，事发后乌里扬诺夫被处绞刑，他被流放。1890年刑满后回故乡参加地方报纸工作，成为高尔基主持的《知识》丛刊的撰稿人。1918年5月加入布尔什维克党，曾主持莫斯科市苏维埃群众宣传鼓动部及苏联教育部文学处工作。1921—1923年写成描写苏俄内战时期一支红军队伍的长篇小说《铁流》，为十月革命后最早出现的苏联革命文学之一。其他主要作品还有长篇小说《草原上的城市》（1910年）、《集体农庄的土地》（1933—1938年），中篇小说《耗子王国》（1913年）等。

## 知名作品
- 《铁流》[2]，1931年由曹靖华翻译为中文，鲁迅为译本做序，称赞它是“鲜艳的铁一般的鲜花”。

## 纪念
1933年，苏联伏尔加格勒州绥拉菲摩维奇区绥拉菲莫维奇以其名字命名。